# Pakemitan (Cikatomas)
Pakemitan is een bestuurslaag in het regentschap Tasikmalaya van de provincie West-Java, Indonesië. Pakemitan telt 6529 inwoners (volkstelling 2010).